# Dion De Neve
Dion De Neve (ur. 12 czerwca 2001) – belgijski piłkarz występujący na pozycji lewego pomocnika bądź lewego obrońcy w angielskim klubie Blackburn Rovers.

## Kariera klubowa

### Zulte Waregem
De Neve dołączył do akademii Zulte Waregem w wieku 14 lat, a swój pierwszy profesjonalny kontrakt z drużyną podpisał w 2020 roku. Debiut dla klubu zaliczył 24 lipca 2021, w meczu przeciwko OH Leuven zakończonym remisem 1:1. Niemalże miesiąc później, 22 sierpnia, został po raz pierwszy wystawiony w podstawowej jedenastce na spotkanie z drużyną Royal Charleroi. 
18 grudnia 2021, w meczu przeciwko KV Mechelen, De Neve strzelił pierwszego w swojej karierze, wyrównującego wynik tego spotkania gola. Mecz ostatecznie zakończył się korzystnym dla klubu z Waregem wynikiem 3:2. Z powodu imponującej gry perspektywicznego Belga i sześciu występów w podstawowej jedenastce pod rząd został wybrany przez kibiców klubu Zawodnikiem Miesiąca w lutym i marcu 2022.

### Kortrijk
22 marca 2022 klub Zulte Waregem ogłosił, że De Neve nie przedłuży swojego wygasającego kontraktu i na początku nowego sezonu dołączy do drużyny Kortrijk – lokalnego rywala Essevee.
Na Guldensporen Stadion zadebiutował 23 lipca 2022, w ligowej porażce 0:2 z OH Leuven. 21 stycznia 2023, w meczu Eerste klasse A z KV Mechelen, De Neve zdobył pierwszą bramkę dla klubu, tym samym otwierającą wynik spotkania, które ostatecznie zakończyło się porażką 2:3.
Pomimo braku regularnego czasu gry w pierwszym sezonie w Kortrijk, na przestrzeni następnych trzech lat De Neve stał się podstawowym zawodnikiem na lewym skrzydle drużyny, występując łącznie w 75 ligowych spotkaniach w barwach De Kerels. Znacznie przyczynił się także do utrzymania klubu w najwyższej klasie rozgrywkowej pod koniec sezonu 2023/24, asystując przy dwóch bramkach Thierry'ego Ambrose w rewanżowym meczu baraży przeciwko Lommel SK, zakończonym zwycięstwem 4:2 (4:3 w dwumeczu).

### Blackburn Rovers
10 lipca 2025 De Neve dołączył do grającej w angielskiej Championship drużyny Blackburn Rovers, podpisując 3–letni kontrakt z opcją przedłużenia o kolejny rok. 

## Statystyki
(aktualne na dzień 9 lipca 2025)
| Klub               | Sezon              | Liga               | Liga  | Liga | Puchar Kraju | Puchar Kraju | Puchar Ligi | Puchar Ligi | Inne  | Inne | Suma  | Suma |
| Klub               | Sezon              | Dywizja            | Mecze | Gole | Mecze        | Gole         | Mecze       | Gole        | Mecze | Gole | Mecze | Gole |
| ------------------ | ------------------ | ------------------ | ----- | ---- | ------------ | ------------ | ----------- | ----------- | ----- | ---- | ----- | ---- |
| Zulte Waregem      | 2021/22            | Eerste klasse A    | 17    | 2    | 0            | 0            | —           | —           | —     | —    | 17    | 2    |
| Kortrijk           | 2022/23            | Eerste klasse A    | 14    | 1    | 1            | 0            | —           | —           | —     | —    | 15    | 1    |
| Kortrijk           | 2023/24            | Eerste klasse A    | 31    | 2    | 2            | 0            | —           | —           | 2     | 0    | 35    | 2    |
| Kortrijk           | 2024/25            | Eerste klasse A    | 30    | 2    | 2            | 0            | —           | —           | —     | —    | 32    | 2    |
| Kortrijk           | Ogólnie            | Ogólnie            | 75    | 5    | 5            | 0            | —           | —           | 2     | 0    | 82    | 5    |
| Blackburn Rovers   | 2025/26            | Championship       | 0     | 0    | 0            | 0            | 0           | 0           | —     | —    | 0     | 0    |
| Ogólnie w karierze | Ogólnie w karierze | Ogólnie w karierze | 92    | 7    | 5            | 0            | 0           | 0           | 2     | 0    | 99    | 7    |

1. ↑  Uwzględnia występy w Pucharze Belgii
2. ↑  Występy w barażach o utrzymanie w Eerste klasse A